# Elezioni parlamentari in Costa d'Avorio del 2021
Le elezioni parlamentari in Costa d'Avorio del 2021 si sono tenute il 6 marzo per il rinnovo dell'Assemblea nazionale.

## Risultati
| Liste                                                          | Voti      | %     | Seggi |
| -------------------------------------------------------------- | --------- | ----- | ----- |
| Raggruppamento degli Houphouëtisti per la Democrazia e la Pace | 1.313.886 | 49,18 | 137   |
| PDCI-RDA - EDS                                                 | 441.602   | 16,53 | 50    |
| Partito Democratico della Costa d'Avorio                       | 160.599   | 6,01  | 23    |
| Insieme per la Democrazia e la Sovranità                       | 118.570   | 4,44  | 8     |
| Insieme per Costruire (UDPCI - FPI)                            | 53.826    | 2,01  | 8     |
| Fronte Popolare Ivoriano                                       | 52.451    | 1,96  | 2     |
| Altri <0,10%                                                   | 21.308    | 0,80  | -     |
| Indipendenti                                                   | 509.513   | 19,07 | 26    |
| Totale                                                         | 2.671.755 |       | 255   |